# Hi-Hat (Boston)
Das Hi-Hat war ein Jazzclub in Boston.
Das Hi-Hat (566 Columbus Avenue, Ecke Massachusetts Ave.) wurde 1937 eröffnet und bestand bis 1959, als das Gebäude bei einem Brand zerstört wurde. Das Restaurant und Nachtclub mit seiner Art-déco-Inneneinrichtung gehörte mit Wally’s Paradise und dem Savoy Club zu den bekannten Nachtclubs von Bostons South End. Dort traten u. a. Jazz- und Blues-Größen wie Fats Waller, Lionel Hampton, Thelonious Monk (1944), Earl Bostic (1952, mit John Coltrane), Billie Holiday, B. B. King, Miles Davis, Duke Ellington, Sarah Vaughan, Count Basie und Dizzy Gillespie auf. In der Hausband spielten Anfang der 1950er-Jahre Al Vega (Piano), Jack Lawlor (Bass) und Sonny Taclof (Schlagzeug).
Im Laufe seines Bestehens wurden im Hi-Hat eine Reihe von Konzerten mitgeschnitten und als Schallplatte veröffentlicht, u. a. auch Aufnahmen von Serge Chaloff (1950), Lester Young (Boston 1950 (Uptown), entstanden 1950 und 1953), Stan Getz/Bob Brookmeyer (1952/53), Charlie Parker (1953/54) und 1954 von Sonny Stitt (Live at the Hi-Hat, auf Roulette Records). Miles Davis trat dort 1955 auf, begleitet von der damaligen Hausband, bestehend aus Jay Migliori, Al Walcott, Jimmy Woode und Jimmy Zitano. Das Hi-Hat gehörte mit dem Storyville und The Stable zu den zentralen Spielstätten des frühen Modern Jazz und Bebop der Stadt. An der Stelle des früheren Nachtclubs steht heute das Harriet Tubman House.